# Гранитц (замок)
Гранитц (нем. Jagdschloss Granitz) — замок на острове Рюген, на лесистой возвышенности в коммуне Бинц, в земле Мекленбург-Передняя Померания, Германия. Это самый популярный замковый комплекс региона, его ежегодно посещают более 250 тысяч туристов. По своему типу он принадлежит к охотничьим замкам.

## История

### Ранний период
Имение Гранитц с 1472 года принадлежало дворянскому роду фон Путбус. 
В 1726 году граф Мориц Ульрих I построил здесь двухэтажный охотничий домик с двумя отдельно стоящими беседками в окружении леса. В 1730 году неподалеку, в самой высокой точки массива Гранитц, была возведена двухэтажная фахверковая резиденция (бельведер), которая быстро стала популярна среди местной аристократии. В 1810 году это здание снесли, чтобы на его месте построить смотровую башню в виде средневековой крепости. Однако этот проект не был реализован.

### Строительство замка

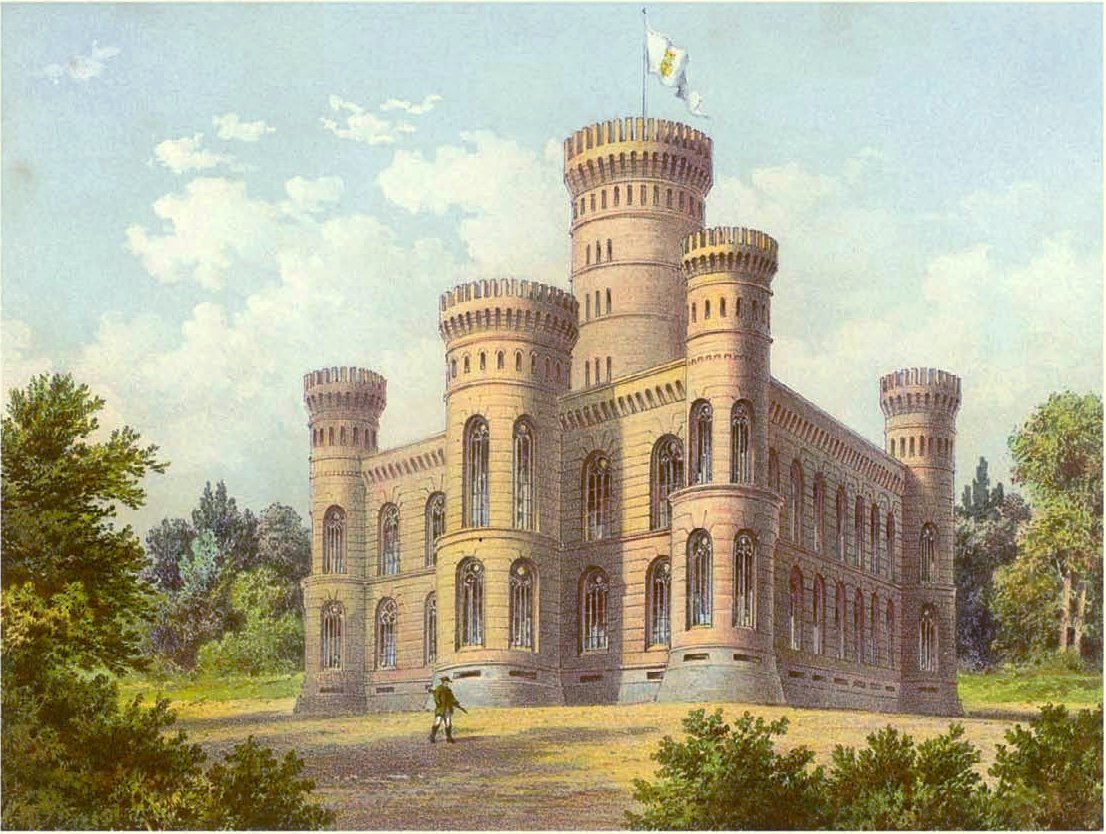
Замок Гранитц на рисунке 1860 года

В 1807 году Вильгельм Мальте I цу Путбус (1783–1854) был возведён в статус шведского принца королём Швеции Густавом IV Адольфом. И вскоре новоявленный принц, дабы соответствовать новому положению, решил возвести в своих землях охотничий замок. Первый проект был подготовлен в 1830-е годы. Но события развивались не очень быстро. Лишь в 1837 году на месте снесённой резиденции началось строительство замкового комплекса.

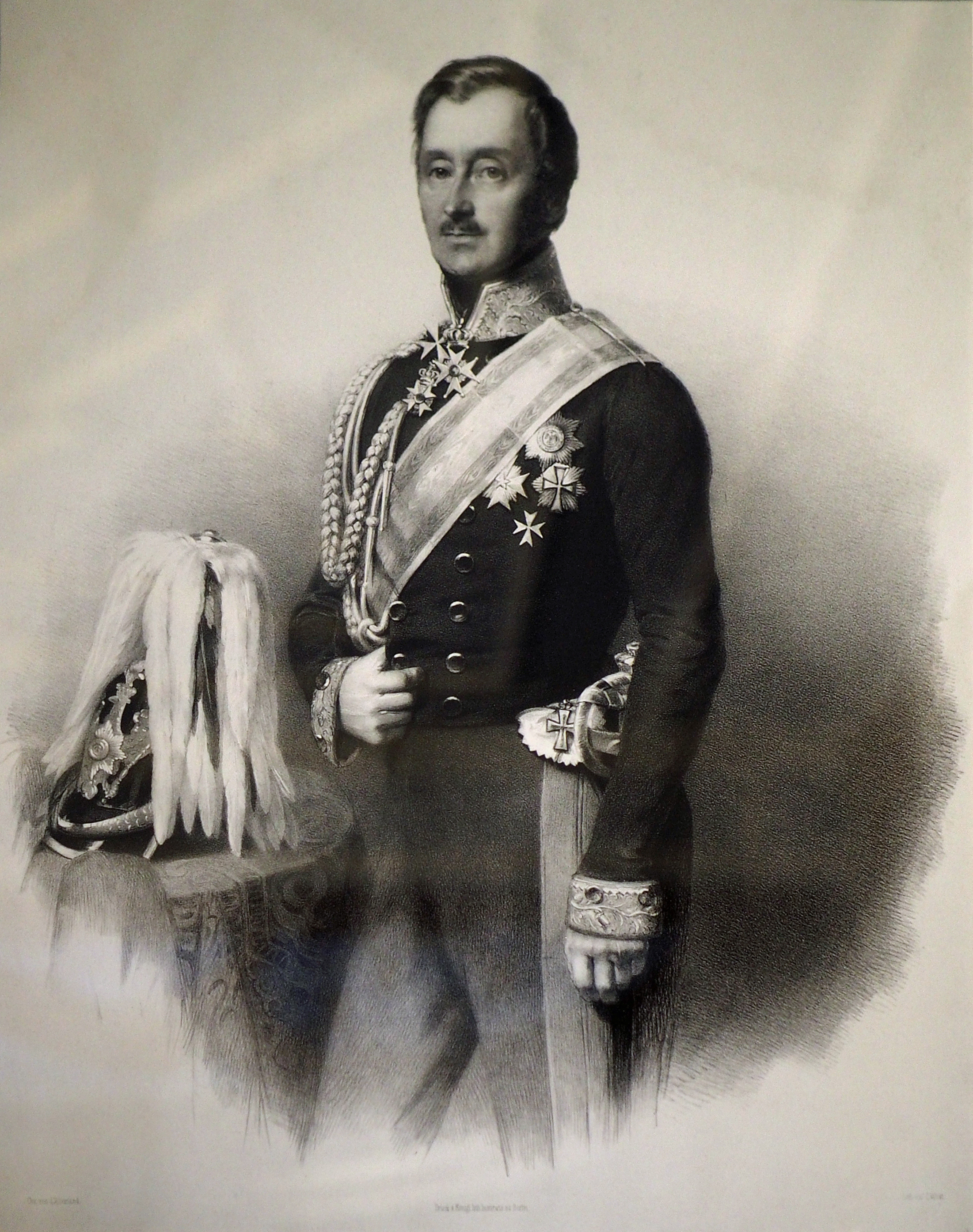
Основатель замка Вильгельм Мальте I

Гранитц был спроектирован берлинским архитектором Йоханном Готфридом Штайнмайером (1780–1854). Внешне он должен был напоминать северо-итальянские крепости эпохи Возрождения. Здание должно было иметь форму правильного четырёхугольника, выступающую за пределы фасада башню на каждом углу и одну высокую центральную башню. Поскольку работы велись только в летние месяцы, строительство продлилось достаточно долго. Основное строительство продолжалось до 1846 года. Владельцам представительный комплекс обошёлся почти в 100 000 талеров. Работы по отделке интерьеров продолжались ещё дольше, чем строительство. 
После завершения строительных работ в новой резиденции, старый охотничий домик был снесён. В 1847 году на его месте построили постоялый двор «Цур Гранитц». Здесь же проживал и местный лесник.
Замок Гранитц в разное время посещали многие именитые гости. Здесь побывали многие представители не только немецкой аристократии, но и родовитые путешественники из других государств. Здесь гостевали король Пруссии Фридрих Вильгельм IV, король Дании и Норвегии Кристиан VIII, канцлер Германской империи Отто фон Бисмарк, графиня и писательница Элизабет фон Арним, известный географ и историк Йоханн Якоб Грюмбке и другие.

### XX век
Охотничий домик принадлежал семье фон Путбус до 1944 года. Ещё в 1939 году Мальте фон Путбус, главный владелец комплекса, вступил в конфликт с нацистами, выступая против антиеврейских законов. Затем, во время Второй мировой войны, проходя службу в армии штабным офицером, он отказывался поднимать флаг со свастикой из-за чего попал в разряд неблагонадёжных. После покушения на Адольфа Гитлера в июле 1944 года Мальте фон Путбус был арестован, а его собственность перешла под управление органов национал-социалистической партии (в начале 1945 Мальте фон Путбус был расстрелян в концлагере). 
В 1945 году Рюген оказался в составе Советской зоны оккупации Германии. Замок был разграблен советскими войсками и многие ценные предметы мебели и интерьеров были утрачены. Некоторые произведения искусства из замковой коллекции чудом оказались спасены и позднее доставлены в Восточный Берлин. Здесь в 1953 году они стали частью экспозиции Государственного музея Берлина.
В конце 1940-х годов в ГДР в ходе земельной реформы Гранитц был окончательно экспроприирован и до сих пор остаётся в государственной собственности. Здесь размещались различные учреждения. С 1983 по 1990 год в замке проводился капитальный ремонт. Многие помещения были отреставрированы и оформлены в стиле XIX века.

### XXI век
Сына Мальте фон Путбуса, князь Франц цу Путбус (1927—2004) пытался вернуть родовой замок в личную собственность. Однако его тяжбы не увенчались успехом. 
В начале XXI века Гранитц был снова тщательно отремонтирован. Работы обошлись в значительную суммы — 7,9 миллиона евро.

## Современное использование
В настоящее время комплекс является государственным музеем (филиал Государственного музея Померании).
В залах замка есть постоянные экспозиции. В частности здесь представлены коллекции старинных охотничьих ружей и охотничьих трофеев (в основном рога оленей). Отдельную часть музея составляет коллекция мебели XIX века. Стены украшают полотна художников XIX века. Кроме того, в замке Гранитц регулярно проходят различные выставки.

## Расположение
Замок расположен в самой высокой точке лесного массива Гранитц, площадь которого составляет около тысячи гектаров. Резиденция находится на высоте 107 метров над уровнем моря на горе Темпельберг. С 1991 года комплекс является частью биосферного заповедника Юго-Восточный Рюген. Самая высокая точка лесного массива, на которой и находится замок, с XVIII века носила название Темпельберг. Тогда здесь стояло шестиугольное здание небольшой усадьбы. От побережья Балтийского моря к замку проложена узкоколейная железная дорога, по которой до сих пору курсируют небольшие фирменные пассажирские поезда: Rügen или Jagdschlossexpress.

## Описание замка
Комплекс имеет форму прямоугольника. По углам построены башни, которые возвышаются над основным зданием. В центре замка, в бывшем внутреннем дворе, стоит центральная башня (бергфрид). Она была построена по проекту Карла Фридриха Шинкеля в 1844 году. Высота башни 38 метров. Внутри находится винтовая лестница с 154 чугунными ступенями. В верхней части башни обустроена смотровая площадка. Так как она находится на высоте 144 м над уровнем моря, то с её высоты открываются панорамные виды во всех направлениях. Особенно живописны юг и восток острова Рюгена. В ясную погоду можно увидеть расположенный в десятках километров от Рюгена остров Узедом.

## Галерея

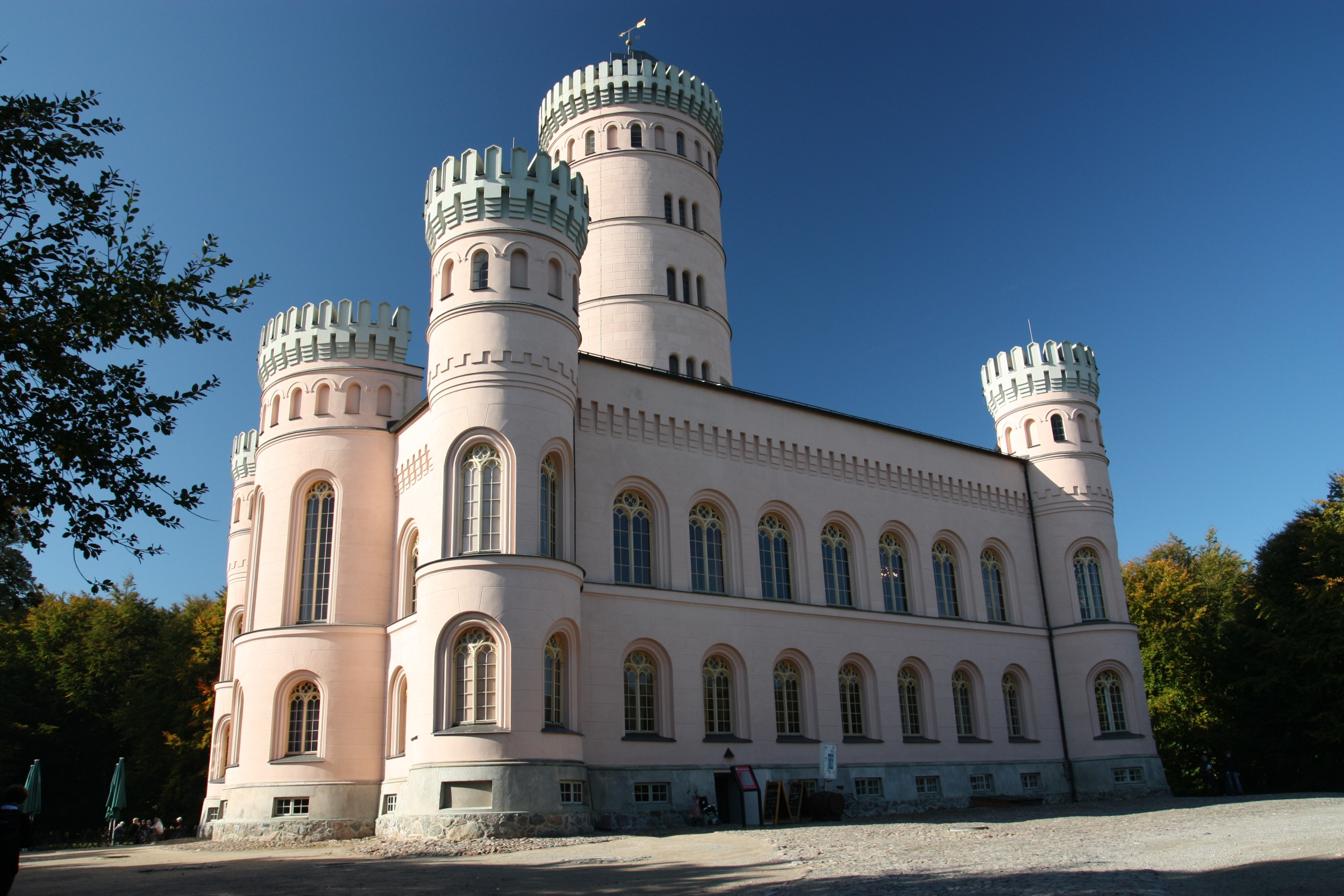
Вид замка Гранитц с южной стороны
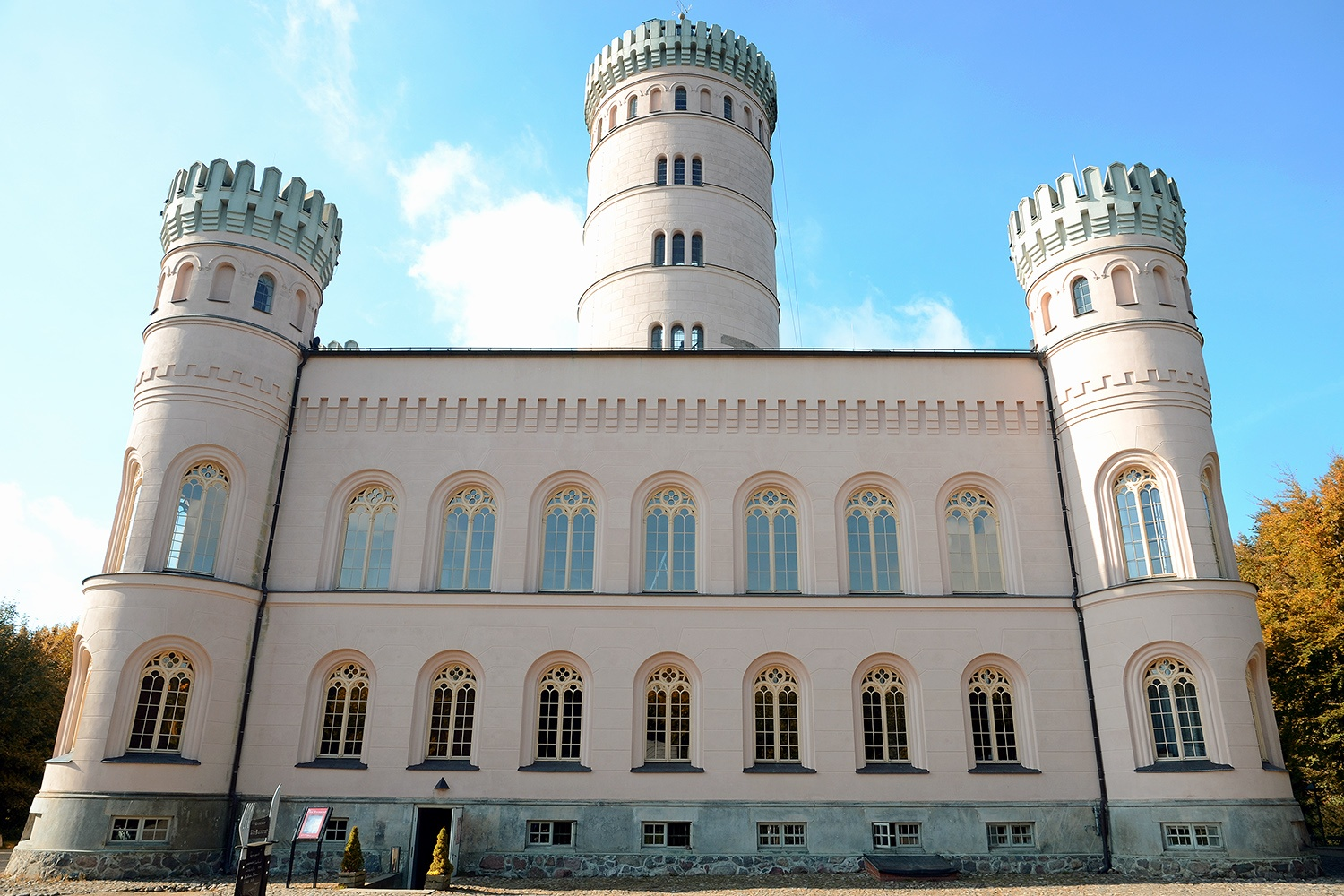
Фасад замка с северной стороны
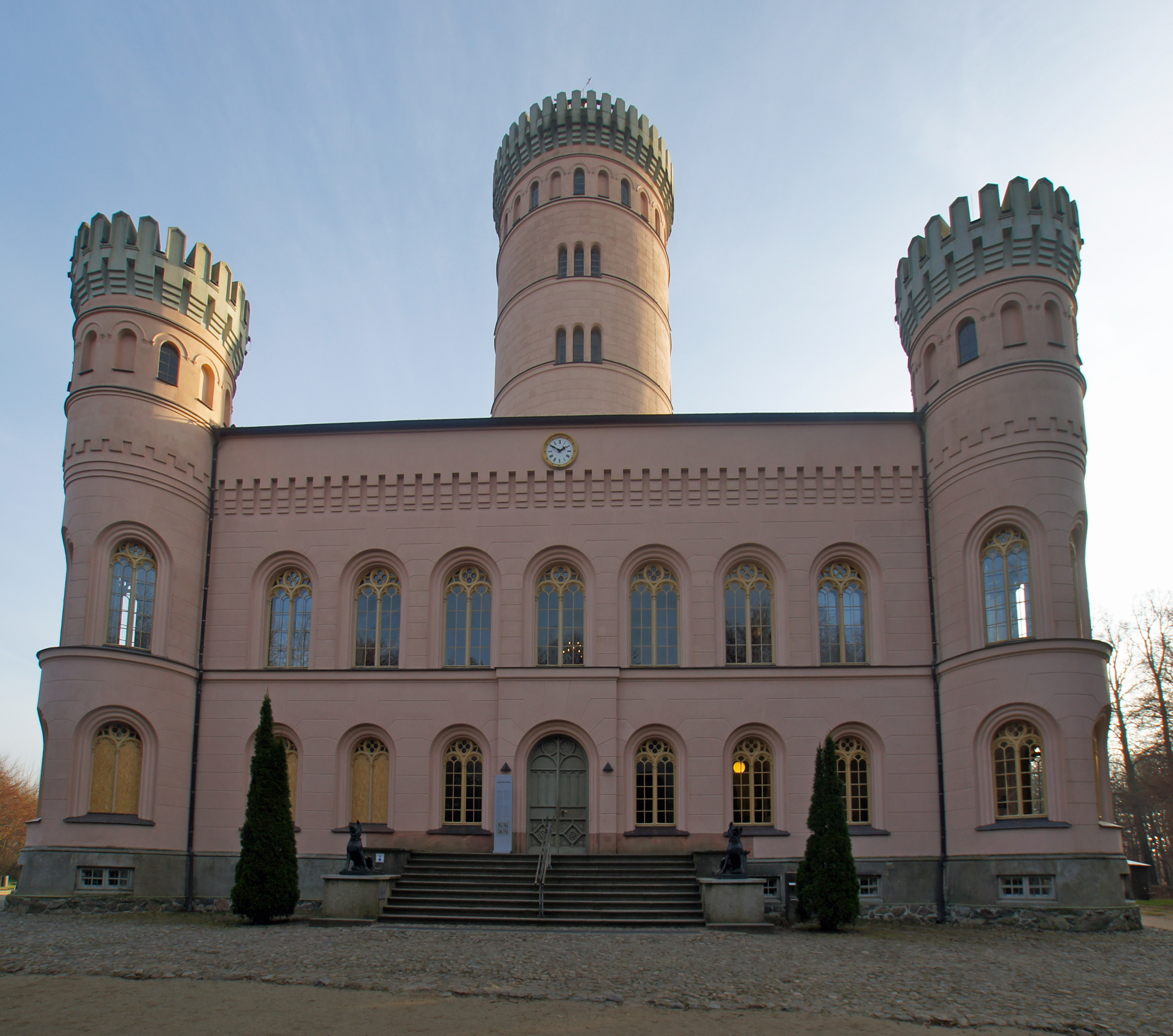
Главный вход (восточная сторона замка)
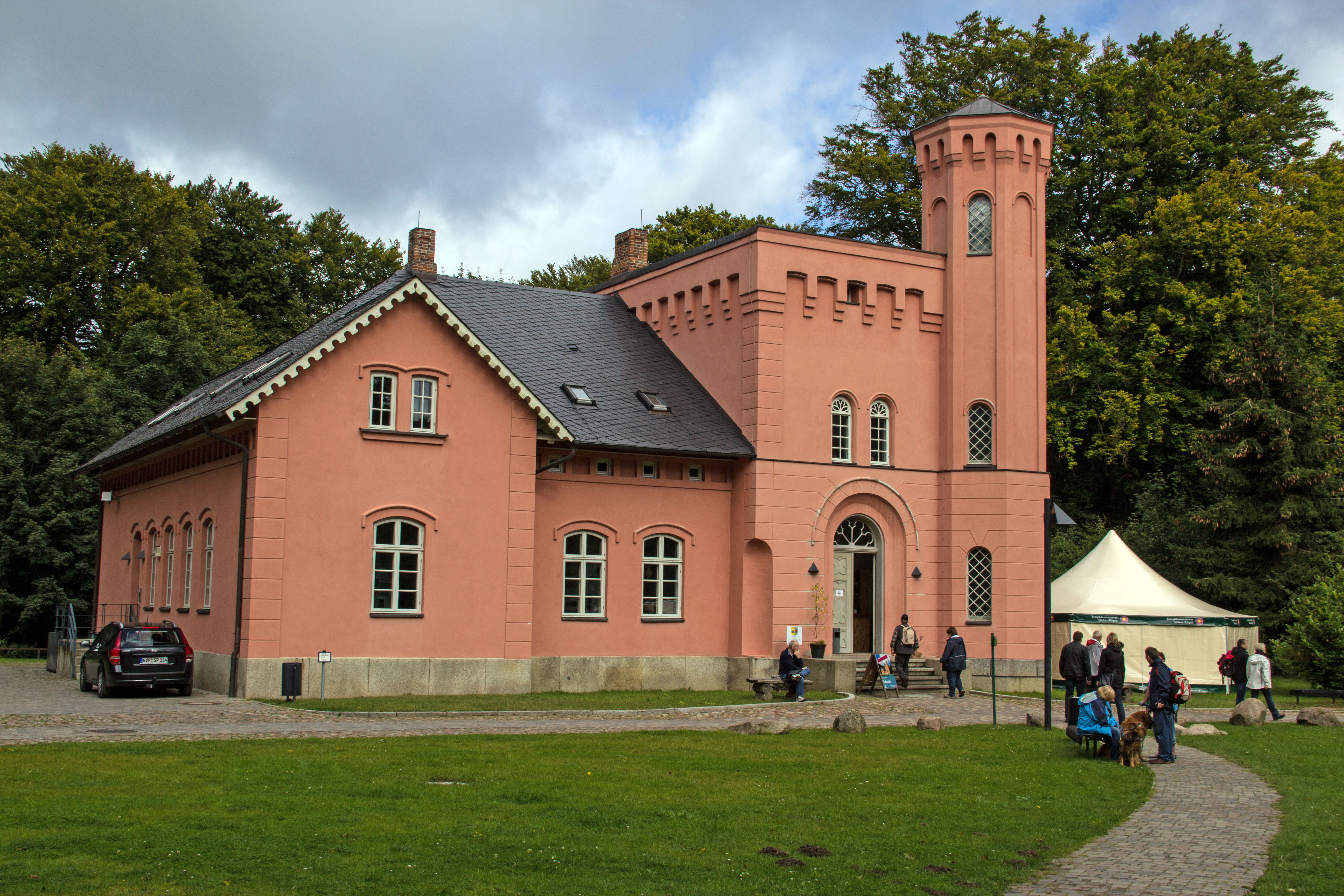
Старинная гостиница к северу от замка
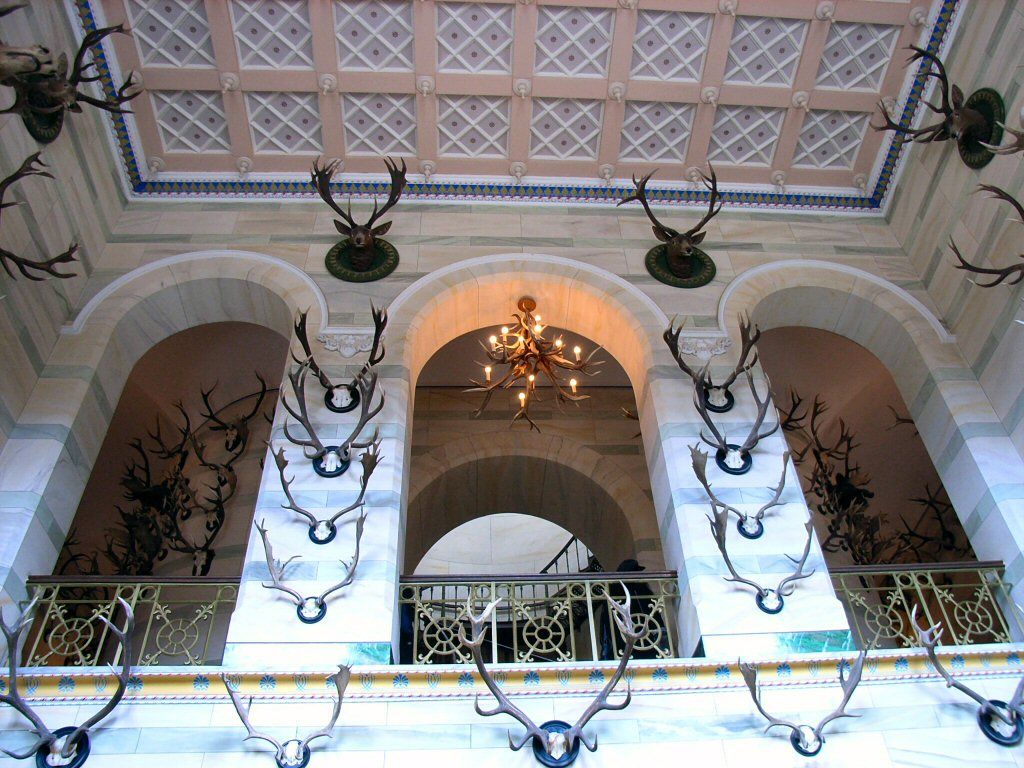
Интерьеры главной гостиной